# Патриарший экзархат Кувейта
Патриарший экзархат Кувейта (фр. Vicariat Patriarcal Grec-Melkite Catholique) — патриарший экзархат Мелькитской католической церкви с центром в городе Кувейт, Кувейт. Патриарший экзархат Кувейта распространяет свою юрисдикцию на всю территорию страны. Численность патриаршего экзархата верующих составляет около 800 человек.

## История
Во второй половине XX века в Кувейте сформировалась община христиан мелькитов-католиков. Эту общину в основном составляли рабочие из соседних стран. Первоначально эта община находилась под пастырским попечением латинского ординария апостольского викариата Кувейта (сегодня — Апостольский викариат Северной Аравии).
25 марта 1972 года мелькитский патриарх Максим V Хаким учредил патриарший экзархат для верующих, проживающих в Кувейте.
В настоящее время в Кувейте действует один мелькитский приход в городе Кувейт.

## Епископы экзархата
- епископ Василий Канакри (25.03.1972 — 2002);
- епископ Бутрос Гариб (9.08.2002 — по настоящее время).

## Источник
- Annuario Pontificio, Libreria Editrice Vaticana, Città del Vaticano, 2003, ISBN 88-209-7422-3